# Hoepla

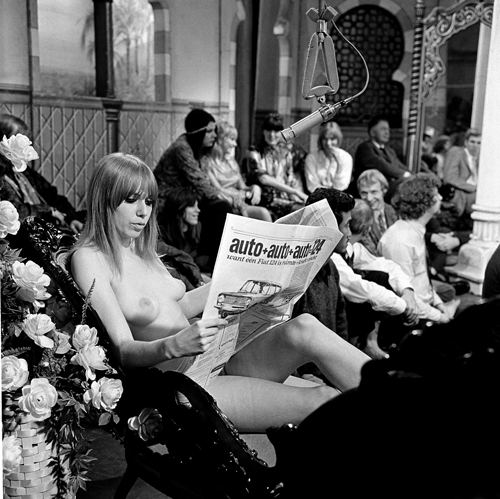
Phil Bloom lisant son journal sur le plateau de Hoepla.

Hoepla est une émission de télévision néerlandaise de 1967, destinée à un public jeune, qui combinait reportages, spectacles, déclarations et entretiens. Trois épisodes furent réalisés pour la VPRO ; le deuxième déclencha une controverse nationale en montrant, pour la première fois à la télévision néerlandaise, une femme nue. Un quatrième épisode fut enregistré, mais resta inédit jusqu'en 2008. L'émission était conçue et réalisée par une équipe formée de Wim T. Schippers, Wim van der Linden, Willem de Ridder (nl) et Hans Verhagen (nl).

## Contexte
Hoepla était faite par et pour des jeunes, ceux de la génération d'après la Deuxième Guerre mondiale, à une époque, le début des années 1960, où la culture néerlandaise n'était qu'« ennui et soumission ». Cette tranche de la population s'était déjà confrontée au conformisme ambiant au travers d'une émission de la VARA, diffusée de 1963 à 1966, Zo is het toevallig ook nog eens een keer (nl), « le programme satirique le plus décrié et controversé de tous les temps ». Inspirée de That Was the Week That Was (en), de la BBC, cette émission avait notamment présenté, le 4 janvier 1964, une parodie du Notre Père (« Donne-nous aujourd'hui notre télévision de ce jour ») au cours d'un sketch, Beeldreligie (« religion de l'image »), qui avait suscité les critiques de téléspectateurs et de personnalités politiques. Des questions avaient été posées au Parlement, l'une des présentatrices, la très populaire et très peu rebelle Mies Bouwman (en), avait dû cesser sa participation après avoir reçu des menaces et les enregistrements suivants s'étaient déroulés sous protection policière. De même que Zo is het toevallig, Hoepla allait soulever des questions sensibles telles que « le passé colonial, la famille royale et la sexualité », dans une société où « l'autorité et la communauté étaient au centre ».

## Émission
D'après Hans Verhagen (nl), l'un de ses scénaristes et réalisateurs, Hoepla cherchait à jouer sur une « longueur d'onde » qui n'avait jamais été expérimentée à la télévision jusque-là. La liste de ses invités montre combien elle était en phase avec les développements contemporains de la culture populaire : les séquences musicales furent assurées par quelques-uns des artistes les plus cotés de l'époque, dont Soft Machine (épisode 2), The Mothers of Invention (épisode 2) et The Jimi Hendrix Experience (épisode 3), et des idoles comme Eric Clapton et Mick Jagger fournirent déclarations et entretiens. Le 10 novembre 1967, The Jimi Hendrix Experience joua Foxy Lady, Catfish Blues et Purple Haze dans le studio de l'émission, avant son spectacle en soirée à Rotterdam ; cette interprétation de Catfish Blues fut republiée sur Blues, l'album de compilation de 1994 (celle de Foxy Lady semble avoir été perdue et a peut-être été dérobée dans les archives par un fan de Jimi Hendrix).
Si elle demeure la première émission à avoir montré une femme nue à la télévision néerlandaise, les critiques font la distinction entre la brève nudité de Hoepla, caractérisée par son inaction, et la première véritable scène faisant jouer une actrice nue : en l'occurrence Pleuni Touw, en 1974, dans la série télévisée De Stille Kracht (en).

### Premier épisode
Le premier épisode fut diffusé le 28 juillet 1967. Il incluait notamment un entretien de Pete Townshend avec Hans Verhagen et une apparition de Phil Bloom portant pour toute parure une guirlande de fleurs artificielles stratégiquement disposée, tandis que Teddy Lee J., un chanteur du Suriname âgé de 25 ans, chantait « I'm a sexman ». Hans Verhagen avait payé Phil Bloom 150 florins pour sa prestation, et la VPRO perdit 67 membres.
Immédiatement, les lignes de front apparues lors de la controverse de la Beeldreligie se reconstituèrent. L'opposition était emmenée par le quotidien national De Telegraaf ; pour que ses lecteurs se rappellent ce qui était en jeu, les textes consacrés à Hoepla étaient accompagnés de photographies des acteurs et de l'équipe de réalisation de Zo is het toevallig, émission dans laquelle le journal avait précédemment dénoncé un gaspillage de la redevance audiovisuelle.

### Deuxième épisode
Pour le deuxième épisode, diffusé le 9 octobre 1967, les scénaristes avaient monté la barre. Un sketch montre Phil Bloom derrière un journal, assise sur un sofa ; elle lit à voix haute un article du quotidien catholique Trouw consacré au premier épisode de Hoepla ; quand elle pose son journal, elle apparaît totalement nue. Mais des photos du tournage ayant été publiées à la suite de fuites, une nouvelle version de la scène fut tournée : Phil Bloom, tout aussi nue, est cette fois-ci sur une chaise ; l'article qu'elle lit, toujours sur Hoepla, est maintenant celui du Het Vrije Volk, le quotidien social-démocrate, qui annonce que la VPRO a coupé la scène après la fuite des photos. Aussitôt après, l'écran affiche l'adresse postale de la VPRO, à destination des téléspectateurs souhaitant retirer leur adhésion.
Les réactions étaient prévisibles : Leo Riemens, l'éditorialiste du Telegraaf, qualifia l'émission de « saleté » et de « pornographie » et les lettres adressées aux divers décideurs faisaient entendre le même son de cloche. D'autres journaux, cependant, furent plus favorables et l'intervention de C. N. van Dis, député du Staatkundig Gereformeerde Partij (SGP), petit parti calviniste fondamentaliste, qui accusa vivement la ministre de la Culture, Marga Klompé, de s'être prêtée à un avilissement des femmes, ne trouva de soutien ni au Parlement ni dans la presse. La VPRO, qui avait prévu les courriers furieux de certains de ses membres, avait préparé une réponse générique dans laquelle elle déclarait comprendre que tout le monde ne soit pas d'accord avec le message de l'émission, mais vouloir être une « organisation ouverte », capable de s'adapter au changement rapide des attitudes à l'égard des normes sociales.

### Troisième épisode
Le troisième épisode, enregistré le 10 novembre 1967, ne fut diffusé que le 23, amputé de deux passages prêtant à controverses et coupés par la VPRO : une séquence appelée Vleesch (graphie désuète de vlees, « viande »), reportage sur les cinq dernières minutes de la vie d'une vache à l'abattoir ; et une séance de striptease exécutée sur la bande sonore des réponses du Premier ministre Piet de Jong aux questions posées devant le Parlement par C. N. van Dis, au sujet de Hoepla.
La séquence Vleesch avait déjà été reportée du deuxième au troisième épisode ; entretemps, un comité de pédopsychiatres constitué pour l'occasion l'avait validée comme sans danger pour les enfants ; elle fut pourtant repoussée une nouvelle fois, au quatrième épisode, qui devait pour finir être lui-même déprogrammé. Elle avait été conçue par Hans Verhagen et le végétarien Wim T. Schippers ; Wim van der Linden, qui l'a filmée, est lui-même devenu végétarien par la suite. En 2008, l'histoire de la séquence perdue a été rapportée dans Vlees Magazine (« Viande Magazine »), le reportage et ses images vidéo ayant acquis entretemps valeur de témoignage sur les procédures d'abattage en vigueur dans les années 1960.

### Quatrième épisode
Un quatrième épisode devait être diffusé le 8 janvier 1968 et, apparemment, un nombre record de téléspectateurs s'étaient préparés à le regarder. Mais il fut décidé le jour même d'annuler la diffusion, au motif que Phil Bloom avait été photographiée par Playboy durant les répétitions et que de telles pratiques commerciales n'étaient pas permises sur la télévision publique. Le 15 janvier, la VPRO annonça aux réalisateurs qu'il n'y aurait pas de nouvel épisode. Les enregistrements du quatrième épisode, resté inédit, ont été découverts au début du XXIe siècle ; ils ont été publiés en janvier 2008.